# Babacar Sarr
Babacar Sarr (n. Dakar, Senegal, 15 de febrero de 1991) es un futbolista profesional senegalés, juega como volante y actualmente juega en el Molde FK de la Tippeligaen de Noruega.

## Clubes
| Club        | País     | Año           |
| ----------- | -------- | ------------- |
| UMF Selfoss | Islandia | 2011          |
| CA Bastia   | Francia  | 2011 - 2012   |
| UMF Selfoss | Islandia | 2012          |
| IK Start    | Noruega  | 2012-2014     |
| Sogndal     | Noruega  | 2014-2016     |
| Molde FK    | Noruega  | 2016-presente |